# Koen Brouwers
Koen Jan Willem Brouwers (Oosterhout, 7 mei 1975) is professioneel danser en latin-choreograaf. Hij is sinds (1992) actief als latindanser. In 1998 ontmoette hij zijn danspartner Roemjana de Haan. In 2002, 2003, 2004, 2005 en 2006 werden zij Nederlands kampioen latindansen bij de professionals.
Koen Brouwers danste in 2003 op Broadway in de show Latin Fusion en verzorgde samen met De Haan een optreden voor de koningin tijdens het bevrijdingsconcert in 2009. Hij was samen met De Haan verantwoordelijk voor de choreografie bij de theatershow Passie van Ruth Jacott. Bij het grote publiek is Brouwers bekend als choreograaf in de tv-programma's Dancing with the Stars, So You Think You Can Dance en The Ultimate Dance Battle.
Brouwers deed mee aan vier seizoenen van het RTL 4-programma Dancing with the Stars en twee oudejaarsspecials. Hij danste in 2005 met actrice Inge Ipenburg en Tatjana Šimić, in 2006 met presentatrice Myrna Goossen en zangeres Dominique Rijpma van Hulst (beter bekend als Do) en in 2007 met presentatrice Fabienne de Vries. In het voorjaar van 2009 was hij coach bij Dancing with the Stars.
In 2008, 2009, 2010, 2011 en 2012 was Brouwers het vaste gezicht van de choreografen bij het dansprogramma van RTL 5 en VTM, So You Think You Can Dance, en in het voorjaar van 2011 deed hij mee aan het RTL 5-programma The Ultimate Dance Battle.
In 2011 maakte Brouwers samen met De Haan een aantal choreografieën voor dansgezelschap Internationaal Danstheater met de dansvoorstelling Subways (première 23 oktober 2011). In 2012 verzorgt Brouwers de choreografie voor de tv-serie 't Schaep in Mokum (het vervolg van 't Spaanse Schaep) en in 2014 Schaep Ahoy met onder anderen Loes Luca, Pierre Bokma en Georgina Verbaan. Naast het tv-werk zijn Brouwers en De Haan vaste docenten aan de dansacademie Lucia Marthas waar ze samen met Lucia Marthas het nieuwe vak “Theatre Latin & Standard Dance” hebben geïntroduceerd (een vorm van latin- en ballroomdansen), dat zich richt op het ontwikkelen van deze dansstijl als theaterdans.
In 2017 is hij in Goede tijden, slechte tijden te zien als Niels de Haan, de dansleraar van Lucas Sanders.